# Култура Србије
Култура Србије представља скуп материјалних и духовних вредности, обичаја, традиција, уметничких достигнућа и друштвених пракси које карактеришу Републику Србију и српски народ кроз историју. Обухвата широк спектар области, од археолошког наслеђа из праисторије и антике, преко богате средњовековне уметности и писмености, утицаја различитих цивилизација током векова, до савременог уметничког стваралаштва и културних пракси. Културу Србије одликује прожимање утицаја европског континента, посебно Балкана, са специфичним националним и регионалним изразима. Кључни елементи српске културе укључују српски језик и ћирилично писмо, православну веру као доминантну, богат фолклор, народну књижевност, разноврсну музику, ликовну уметност, архитектуру, позориште и филм, као и нематеријално културно наслеђе уписано на Унескову листу. Развој културних институција, фестивала и савремене културне сцене доприноси динамици и видљивости културе Србије у регионалним и међународним оквирима.

## Историја културе Србије
Територија данашње Србије била је колевка неких од значајних европских праисторијских култура, а касније и важан део античких цивилизација и средњовековних држава, што је оставило дубок траг на њено културно наслеђе.

### Праисторијска уметност и култура
Најранији трагови људског присуства и уметничког изражавања на подручју Србије сежу дубоко у праисторију.

#### Палеолитимезолит(Лепенски Вир)
Током палеолита (старије камено доба), на територији Србије постојала су станишта праисторијских људи, о чему сведоче археолошка налазишта попут пећина Градац код Крагујевца и Рисовача код Аранђеловца, где су пронађени остаци неандерталаца и карактеристична оруђа мустеријенске културе.
Прелазни период ка неолиту, мезолит (средње камено доба), на подручју Србије најзначајније је обележен културом Лепенског Вира у Ђердапској клисури. Ова култура, која је цветала између 6500. и 5500. године пре нове ере, представља једно од најзначајнијих праисторијских налазишта у Европи. Карактеришу је трапезоидна станишта са каменим огњиштима, јединствене монументалне камене скулптуре риболикних божанстава, као и трагови сложене друштвене организације и ритуалних пракси. Лепенски Вир сведочи о процесу седентаризације (преласка на седелачки начин живота) и прилагођавању заједница ловаца и сакупљача специфичним условима живота на обалама Дунава.

#### Неолит(СтарчевачкаиВинчанска култура)
Неолит (млађе камено доба) на територији Србије обележен је појавом земљорадње, сточарства, трајних насеља и производњом керамике. Две најзначајније неолитске културе на овом подручју су Старчевачка и Винчанска култура.
- Старчевачка култура (око 6200–5400. п. н. е.): Названа по локалитету Старчево код Панчева, ова култура припада комплексу раних земљорадничких култура југоисточне Европе. Карактеришу је грубља керамика, често украшена отисцима прстију или барботином, као и финија сликана керамика са линеарним мотивима. Насеља су била отвореног типа, а становници су се бавили земљорадњом, сточарством, ловом и риболовом.

- Винчанска култура (око 5700–4500. п. н. е.): Названа по локалитету Винча — Бело брдо код Београда, представља једну од технолошки најнапреднијих праисторијских култура света. Обухватала је широко подручје централног Балкана. Одликују је велика, дуготрајна насеља (тел-насеља), развијена производња керамике (тамна, полирана керамика, често са урезаним орнаментима), бројне антропоморфне и зооморфне фигурине изузетне уметничке вредности (нпр. "Винчанска дама"). Винчанска култура је позната и по винчанским знацима, урезаним на керамици, чије значење још увек није у потпуности одгонетнуто. Посебно је значајна рана појава металургије бакра на локалитетима попут Беловоде у источној Србији, што представља један од најранијих доказа прераде метала у Европи.[4]

#### Метално доба(Бакарно,бронзаноигвоздено доба)
Метално доба доноси значајне промене у друштвеној структури, технологији и уметничком изразу.
- Бакарно доба (енеолит): Период транзиције од неолита ка бронзаном добу, карактерише га прва употреба бакра за израду алата, оружја и накита, упоредо са каменом. На територији Србије значајне културе овог периода су Бубањ-Салакуца-Криводол комплекс и Костолачка култура. Појава металургије утицала је на развој трговине и друштвено раслојавање.
- Бронзано доба: Обележено је производњом и употребом бронзе (легуре бакра и калаја). Ово је период интензивних миграција, сукоба, али и културних контаката. На подручју Србије развијају се различите културне групе, као што су винковачка, мокринска (део моришког комплекса), ватинска, дубовачко-жутобрдска, Белотић-Бела Црква, параћинска група и бубањско-хумска култура.[5] Карактеристични су богато украшени метални предмети (накит, оружје) и керамика специфичних облика и орнамената (нпр. Дупљајска колица).
- Гвоздено доба: Почиње око 1000. године п. н. е. и траје до доласка Римљана. Обележено је производњом и употребом гвожђа. Дели се на:
  - Старије гвоздено доба (Халштатски период): (800–500. п. н. е.) Под утицајем халштатске културе из средње Европе. Развијају се локалне културне групе (нпр. гласиначка, босутска група). Карактеристични су кнежевски гробови са богатим прилозима.
  - Млађе гвоздено доба (Латенски период): (од V века п. н. е. до римских освајања) Обележено доласком Келта (посебно племена Скордиска) на Балкан у IV и III веку п. н. е.[6] Келти доносе нове технологије (нпр. грнчарски точак), напредније оружје и почињу да кују новац. Значајна келтска насеља (опидуми) развијају се на овим просторима.

### Античко наслеђе
Територија данашње Србије у античко доба била је простор на коме су живела и сусретала се различита племена и народи, пре него што је постала важан део Римског царства.

#### Илирска,трачкаикелтскакултура на тлу Србије
Пре римских освајања, подручје данашње Србије насељавала су илирска и трачка племена. Илири су углавном заузимали западне и југозападне делове, док су Трачани (посебно племе Трибала) били доминантни у централним и источним областима. Ови народи су оставили трагове своје материјалне културе, пре свега у виду керамике, оружја и накита пронађених на бројним археолошким локалитетима, често у оквиру утврђених насеља (градина) и тумула (гробних хумки).
Током млађег гвозденог доба, у IV и III веку пре нове ере, на ово подручје долазе келтска племена, међу којима се посебно истичу Скордисци. Они су се населили у области Панонске низије, Подунавља и Поморавља. Скордисци су основали неколико значајних насеља, укључујући и Сингидунум (на месту данашњег Београда). Донели су напреднију металургију гвожђа, грнчарски точак и почели су да кују новац. Њихова култура, позната као латенска, оставила је значајан утицај на домородачко становништво.

#### Римски период(Сирмијум,Виминацијум,Гамзиград-Ромулијана,Царичин град)
Римска освајања балканских простора, започета у III веку п.н.е. и окончана почетком I века н.е., довела су до укључивања територије данашње Србије у састав Римског царства. Ова област је била део неколико римских провинција, најзначајније Мезије (касније подељене на Горњу и Доњу Мезију) и Паноније (касније Доња Панонија и Панонија Секунда).
Римски период је оставио дубок и трајан печат на културу и развој ових простора. Изграђена је мрежа путева, подигнути су градови, војни логори (каструми) и раскошне палате. Неки од најзначајнијих римских локалитета у Србији су:
- Сирмијум (лат. Sirmium, данашња Сремска Митровица): Био је један од најважнијих градова Римског царства, повремена царска резиденција и једна од четири престонице у доба Тетрархије (од 294. године). У Сирмијуму или његовој околини рођено је неколико римских царева. Археолошка истраживања открила су остатке царске палате, хиподрома, луксузних вила са мозаицима и фрескама, термалних купатила и других грађевина.
- Виминацијум (лат. Viminacium, близу Старог Костолца): Био је главни град провинције Горње Мезије и значајан војни логор у којем је била стационирана Легија VII Клаудија. Град је имао развијену инфраструктуру, укључујући улице, тргове, храмове, амфитеатар, палате, хиподром и терме. Налазиште је познато по великом броју откривених гробница и недавно откривеном тријумфалном луку.

- Гамзиград-Ромулијана (лат. Felix Romuliana, близу Зајечара): Раскошна царска палата коју је подигао цар Галерије крајем III и почетком IV века, названа по његовој мајци Ромули.[9] Локалитет је од 2007. године на Унесковој листи Светске баштине.[10] Одликују га моћни бедеми са кулама, остаци палате, храмова, као и изузетни подни мозаици.
- Јустинијана Прима (лат. Iustiniana Prima, данашњи Царичин град код Лебана): Град који је у VI веку подигао цар Јустинијан I, вероватно у свом родном крају. Био је значајан административни и црквени центар, са остацима акропоља, базилика, јавних грађевина и система водовода.

Поред ових великих центара, широм Србије постоје бројна мања римска насеља, утврђења (кастели дуж дунавског лимеса), пољопривредна имања (виле рустике) и некрополе, који сведоче о интензивном животу и романизацији током више векова римске владавине. На тлу данашње Србије рођено је више од 15 римских царева, што додатно говори о значају ових простора за Римско царство.

### Средњовековна Србија (VII–XV век)
Доласком Јужних Словена на Балканско полуострво током VI и VII века и формирањем првих српских држава, започиње ново поглавље у културној историји ових простора. Средњовековна култура Србије развијала се под снажним утицајем Византије, али је временом изградила и своје аутентичне изразе, посебно у архитектури, сликарству и књижевности.

#### Рани средњи век идолазак Словена
У периоду након досељавања, Јужни Словени, укључујући и Србе, живели су у племенским заједницама, задржавајући своја паганска веровања и обичаје. Постепени процес христијанизације започео је под утицајем Византије и мисионарским радом, а кључну улогу одиграли су ученици Ћирила и Методија крајем IX века, који су ширили писменост и хришћанство на старословенском језику. Из овог периода сачувано је мало материјалних остатака, али се претпоставља да је доминирала дрвена архитектура и уметност везана за паганске култове.

#### Култура у добаНемањића(РашкииСрпско-византијски стил)
Успоном династије Немањића (XII–XIV век), српска средњовековна држава доживљава свој врхунац, што се одражава и на процват културе и уметности. Овај период карактерише подизање монументалних манастира – задужбина владара, који постају центри духовности, писмености и уметничког стваралаштва. У архитектури се издвајају два главна стила:
- Рашки стил (крај XII – крај XIII века): Настао под утицајем романике са Запада (посебно приморских градова) и византијске уметности. Карактеришу га једнобродне цркве са куполом, спољашње фасаде обрађене тесаним каменом, и богата камена пластика на порталима, прозорима и капителима. Најзначајнији споменици су: Студеница (Богородичина црква), Жича, Милешева, Сопоћани, Градац.
- Српско-византијски стил (или Вардарски стил, крај XIII – крај XIV века): Развија се под директнијим утицајем византијске архитектуре из доба Палеолога, након ширења српске државе на југ. Карактеришу га основе у облику уписаног крста, више купола, и фасаде украшене смењивањем камена и опеке (клоазон техника), као и керамопластичном декорацијом. Најзначајнији споменици су: Хиландар (обнова краља Милутина), Богородица Љевишка у Призрену, Грачаница, Пећка патријаршија, Високи Дечани (који има и романичке елементе).

#### Моравска школа
Након Маричке (1371) и Косовске битке (1389), у периоду Лазаревића и Бранковића (крај XIV – средина XV века), у долини реке Велике Мораве и њених притока развија се последњи велики стил српске средњовековне уметности – Моравска школа. Карактерише је богата декоративна камена пластика на фасадама (преплети, розете, зооморфни и флорални мотиви), употреба полихромије (бојење фасада) и елегантне пропорције. Основе цркава су најчешће у облику развијеног уписаног крста или триконхоса. Значајни споменици су: Раваница, Лазарица у Крушевцу, Љубостиња, Каленић, Манасија. У овом периоду развија се и фортификациона архитектура (нпр. Београдска и Смедеревска тврђава).

#### Писменост и књижевност(Мирослављевог јеванђеља,житија, биографије)
Српска средњовековна писменост и књижевност развијале су се упоредо са јачањем државе и цркве. Након почетне употребе глагољице, ћирилица постаје доминантно писмо. Главни центри писмености били су манастири, где су се преписивале и стварале књиге (скрипторијуми).
- Мирослављево јеванђеље: Настало око 1180. године по наруџбини хумског кнеза Мирослава, брата Стефана Немање, представља најстарији и најрепрезентативнији сачувани српски ћирилични рукопис. Украшен је са 296 минијатура и иницијала који спајају утицаје Запада (романичке) и Истока (византијске).[12] Од 2005. године налази се на Унесковој листи Памћење света.[13]
- Житија (хагиографије и биографије владара): Овај жанр био је веома развијен. Најзначајнији писци житија су:
  - Свети Сава: Житије Светог Симеона (описује живот његовог оца Стефана Немање).
  - Стефан Првовенчани: Житије Светог Симеона.
  - Доментијан: Житије Светог Саве и Житије Светог Симеона.
  - Теодосије: Житије Светог Саве и Житије Светог Петра Коришког.
- Правни списи: Крмчија Светог Саве (зборник црквених и световних закона) и Душанов законик (донет 1349. и 1354. године) представљају најзначајније правне споменике средњовековне Србије.[14]

Поред ових, писане су и похвале, службе, летописи и други текстови.

#### Средњовековно сликарство(фреске,иконе,минијатуре)
Српско средњовековно сликарство, пре свега фрескопис и иконопис, достигло је веома висок уметнички ниво, развијајући се у оквирима византијске уметности, али са одређеним локалним специфичностима.
- Фрескосликарство: Унутрашњост манастира Немањићког периода украшена је фрескама које спадају у врхунска остварења европског сликарства тог доба. Ранији период (Студеница, Жича) показује утицај каснокомнинског стила, док Милешева (посебно фреска Бели анђео) и Сопоћани (са својим монументалним фигурама и античким идеалима лепоте) представљају врхунац "златног доба" српског сликарства 13. века.[15] У доба краља Милутина (крај XIII и почетак XIV века) долази до утицаја "ренесансе Палеолога", са наглашеном наративношћу и живошћу приказа (Богородица Љевишка, Грачаница, Старо Нагоричино). Фреске у Дечанима представљају највећу очувану галерију средњовековног сликарства на Балкану. Моравска школа (Манасија, Раваница, Каленић) доноси нови, лирскији и декоративнији израз.[11]
- Иконопис: Сликање икона на дрвету било је такође веома развијено. Сачуван је значајан број икона из периода од XIII до XV века, које се чувају у манастирским ризницама и музејима (нпр. збирка Народног музеја у Београду укључује иконе из Охрида и других центара).[13]
- Минијатурно сликарство (Илуминација рукописа): Рукописне књиге украшаване су раскошним иницијалима, вињетама и сценама. Мирослављево јеванђеље је најпознатији пример.

#### Музика ипримењена уметносту средњем веку
- Музика: Развијала се превасходно у оквиру црквеног богослужења, ослањајући се на византијску црквену музику и систем Осмогласника. Певање је било једногласно (монофоно), хорско или солистичко. Први познати српски композитор чије је име забележено је Кир Стефан Србин (XV век).[16] О световној музици на дворовима и у народу мање се зна јер није записивана, али се о постојању музичара ("свиралници", "глумци", "праскалници") и инструмената сазнаје из писаних извора и приказа на фрескама (нпр. лаута, фидула, бубњеви, трубе/бусине).[16]
- Примењена уметност: У средњовековној Србији била је развијена израда предмета од метала (златарство, оружје), текстила (одежде, вез), дрворез, керамике и емајла, често за потребе цркве и владарског двора. Сачувани су вредни примери попут прстена краља Радослава, прстена краљице Теодоре и емајлних плочица из Хиландара.[13]

### Култура под османском влашћу (XV–XIX век)
Пад српских средњовековних држава под османску власт током XV века довео је до значајних промена у друштвеном и културном животу. У отежаним условима, културни живот је настављен, пре свега у оквиру Српске православне цркве, кроз усмену традицију, али и под утицајем нове, оријенталне културе. Паралелно, део српског народа који је живео под хабзбуршком влашћу развијао је своју културу под утицајима средње Европе.

#### Усмена традицијаи народно стваралаштво (епскаилирска поезија)
У периоду османске владавине, када су могућности за формално образовање и писану културу биле ограничене, усмена књижевност постала је најзначајнији облик очувања националног идентитета, историјског памћења и моралних вредности.
- Епска народна поезија: Имала је централну улогу. Певана уз гусле, преносила је с колена на колено сећања на славну прошлост српске средњовековне државе, Косовску битку, подвиге хајдука и ускока у борби против османске власти, као и догађаје из борби за ослобођење. Епске песме су груписане у циклусе (нпр. преткосовски, косовски, циклус о Марку Краљевићу, хајдучки, ускочки, циклус о ослобођењу Србије и Црне Горе).
- Лирска народна поезија: Обухватала је широк спектар тема из свакодневног живота – љубавне, породичне, обредне, обичајне, шаљиве песме.
- Остали облици народног стваралаштва: Приповетке, бајке, легенде, пословице, загонетке и други краћи облици такође су чинили важан део усмене традиције.

Вук Стефановић Караџић је у XIX веку сакупио и објавио огроман део овог народног блага, чиме га је сачувао од заборава и представио европској културној јавности.

#### Улогацрквеиманастирау очувању културе
Српска православна црква са својим манастирима била је главни стуб очувања верског, културног и националног идентитета српског народа током векова османске владавине.
- Духовни центри: Манастири су били центри духовности, молитве и очувања православне вере.
- Центри писмености и образовања: У манастирима су се преписивале књиге (посебно богослужбене), чували стари рукописи и одржавала се писменост. Многи манастири су имали школе где се описмењавало свештенство и народ.
- Уметничко стваралаштво: Иако у отежаним условима, у манастирима је настављен рад на иконопису и фрескопису, као и у примењеној уметности (израда црквених предмета).
- Обнова Пећке патријаршије (1557. године), заслугом Мехмед-паше Соколовића, имала је огроман значај за обједињавање српског народа и јачање улоге цркве у очувању његовог идентитета. Патријаршија је укинута 1766. године.

Значајни манастири који су и у овом периоду били активни и чували српску културу су, између осталих, Хиландар, Пећка патријаршија, Високи Дечани, Грачаница.

#### Исламскииоријенталниутицаји
Вишевековна османска власт оставила је значајне трагове у култури Србије, посебно у доменима где је долазило до непосредног контакта и прожимања са исламско-оријенталном цивилизацијом.
- Архитектура: У градовима се подижу џамије (нпр. Бајракли џамија у Београду, Алтун-алем џамија у Новом Пазару), медресе, хамами, каравансараји, сахат-куле, јавне чесме и мостови. Развија се и специфичан стил градске куће балканско-оријенталног типа.
- Примењена уметност: Развијају се занати под оријенталним утицајем, попут израде ћилима, веза, обраде метала (филигран), керамике. Калиграфија постаје важан уметнички израз.
- Музика: У народну музику продиру оријентални мелоси, ритмови и инструменти (нпр. саз, зурла, даире). Севдах и градске песме носе печат овог утицаја.
- Језик: У српски језик улази велики број турцизама (речи оријенталног порекла), који су и данас у употреби.
- Кухиња: Обогаћена је јелима и зачинима карактеристичним за оријенталну кухињу (нпр. сарме, мусаке, пилав, ћевапи, бурек, баклаве и друге слаткише).[17]

#### Култура Срба у Хабзбуршкој монархији(Барок,просветитељство)
Након Великих сеоба Срба крајем XVII и почетком XVIII века, значајан део српског народа нашао се у оквиру Хабзбуршке монархије (пре свега на територији данашње Војводине). У новом окружењу, под утицајем средњоевропске културе, долази до развоја специфичних културних облика.
- Барок: Током XVIII века, у уметности Срба у Хабзбуршкој монархији доминира барок. Развија се црквено сликарство (иконостаси, зидне слике) под утицајем украјинског и руског барока, а касније и директних утицаја из Беча. Значајни сликари овог периода су Теодор Крачун, Теодор Илић Чешљар, Захарије Орфелин. У архитектури се такође осећа утицај барока при изградњи цркава и јавних зграда.
- Просветитељство: Крајем XVIII и почетком XIX века, идеје европског просветитељства продиру међу Србе у Хабзбуршкој монархији. Оснивају се српске школе (нпр. гимназија у Сремским Карловцима 1791, богословија 1794).[18] Захарије Орфелин покреће први српски часопис "Славено-сербски магазин". Кључна фигура српског просветитељства је Доситеј Обрадовић, писац и реформатор, који се залагао за употребу народног језика у књижевности и образовању и ширење европских идеја.[19] Јован Рајић пише "Историју разних славенских народов, најпаче Болгар, Хорватов и Сербов".

Карловачка митрополија постаје важан духовни, културни и политички центар Срба у Монархији.

### Култура у нововековној Србији (XIX век)
Деветнаести век доноси препород и модернизацију српске културе, упоредо са борбом за националну независност и стварањем модерне српске државе. Овај период обележен је просветитељским идејама, националним романтизмом, а касније и реализмом, као и оснивањем кључних културних и научних институција.

#### Просветитељствоирационализам(Доситеј Обрадовић)
Идеје европског просветитељства и рационализма имале су значајан утицај на образоване Србе, посебно оне који су живели у Хабзбуршкој монархији, а касније и у обновљеној Србији. Централна фигура овог покрета био је Доситеј Обрадовић (1739/1742–1811). Својим делима, попут аутобиографије "Живот и прикљученија Димитрија Обрадовића" и програмског списа "Писмо Харалампију", залагао се за образовање на народном језику, ширење научних сазнања и прихватање европских културних вредности. Доситеј је био први министар просвете у устаничкој Србији и оснивач Велике школе у Београду (1808), претече Београдског универзитета. Његов рад је поставио темеље модерном српском образовању и културном развоју.

#### Романтизам(Вук Караџић,Његош,Бранко Радичевић,Ђура Јакшић,Лаза Костић)
Романтизам у српској култури доминира првом половином и средином XIX века, обележен националним буђењем, интересовањем за народну традицију, историју и језик.
- Вук Стефановић Караџић (1787–1864) је централна личност овог периода. Спровео је реформу српског језика и правописа на фонетским принципима ("пиши као што говориш, читај како је написано"), сакупио и објавио огромно благо српске народне књижевности (песме, приповетке, пословице), и написао први речник српског народног језика (Српски рјечник). Његов рад је имао пресудан утицај на формирање модерног српског књижевног језика и стандардизацију културе.
- Петар II Петровић Његош (1813–1851), владика и владар Црне Горе, сматра се једним од највећих српских песника. Његово најзначајније дело, филозофско-религиозни еп Горски вијенац, бави се темама слободе, правде и националног идентитета.
- Остали значајни песници српског романтизма укључују Бранка Радичевића (лирска поезија), Ђуру Јакшића (песник, сликар и драмски писац) и Лазу Костића (песник, преводилац, зачетник модерне српске поезије).

У сликарству, романтизам се огледа у делима Катарине Ивановић, Димитрија Аврамовића, Уроша Кнежевића и других, са фокусом на историјске теме и портрете.

#### Реализам у књижевностииуметности
У другој половини XIX века, романтизам постепено уступа место реализму. Овај правац карактерише окренутост ка савременом животу, друштвеним проблемима, психологији ликова и објективнијем приказивању стварности.
- Књижевност: Главни представници реализма у српској књижевности су приповедачи Милован Глишић, Лаза Лазаревић, Стеван Сремац, сатиричар Радоје Домановић, као и Светолик Ранковић и Јанко Веселиновић. Бора Станковић својим делима са краја XIX и почетка XX века представља прелаз ка модерни.
- Сликарство: У српском сликарству реализам се јавља кроз дела Ђорђа Крстића, Уроша Предића и Паје Јовановића. Иако су Предић и Јовановић често сликали и у духу академског реализма са идеализованим приказима историјских и народних мотива, њихов рад је значајно допринео развоју реалистичког израза.[20]

#### Развој институција (Матице српске,Народног музеја,Народног позоришта,Српског ученог друштва)
Током XIX века оснивају се кључне националне културне и научне институције које су имале пресудну улогу у стандардизацији културе, очувању наслеђа и подстицању стваралаштва:
- Матица српска: Основана 1826. године у Пешти, а 1864. пресељена у Нови Сад, најстарија је српска књижевна, културна и научна институција. Покренула је часопис Летопис Матице српске, најстарији активни књижевни часопис у свету.
- Друштво српске словесности: Основано 1841. године у Београду, са циљем неговања српског језика и проучавања народне историје и старина. Касније је прерасло у Српско учено друштво (1864), а затим у Српску краљевску академију (1886), претечу данашње САНУ.[21]
- Народни музеј у Београду: Основан 10. маја 1844. године као Музеум сербски, са задатком да сакупља, чува и излаже предмете од културно-историјског значаја.[22]
- Народно позориште у Београду: Основано 1868. године, у време кнеза Михаила Обреновића, на иницијативу Јована Ђорђевића.[23] Зграда позоришта на Тргу Републике отворена је 1869. године.

Ове институције су поставиле темеље модерном културном и научном животу у Србији.

### Култура у XX и XXI веку
Двадесети век донео је српској култури динамичне промене, од утицаја европске модерне и авангарде, преко специфичног развоја у периоду социјалистичке Југославије, до изазова и нових израза у савременом добу након распада Југославије и током транзиције.

#### Модернаиавангарда(почетак XX века доДругог светског рата)
Период између два светска рата обележен је интензивним прожимањем са европским уметничким токовима.
Период између два светска рата у Краљевини Југославији карактерише интензивно прожимање српске културе са европским уметничким токовима. Уметници из Србије активно учествују у формирању модернистичких и авангардних покрета.
- Књижевност: Јављају се различити књижевни покрети и струје који теже осавремењавању израза и раскиду са традиционалним формама. Значајни правци укључују експресионизам, футуризам, дадаизам и надреализам.[24] Истакнути писци овог периода су Милош Црњански (нпр. Лирика Итаке, Сеобе), Растко Петровић (Откровење), Станислав Винавер, Момчило Настасијевић, Станислав Краков, као и песници окупљени око београдског надреалистичког круга (Марко Ристић, Душан Матић, Александар Вучо). Такође, делују и значајни критичари попут Јована Скерлића и Богдана Поповића.
- Ликовна уметност: Након пионирског рада Надежде Петровић и утицаја импресионизма и фовизма, српско сликарство усваја и друге авангардне правце. Сава Шумановић је један од најзначајнијих сликара овог периода, са фазама у кубизму, конструктивизму и поетском реализму. Други истакнути уметници су Милан Коњовић, Петар Добровић, Јован Бијелић, Милена Павловић-Барили. Зенитизам, покрет који је основао Љубомир Мицић, представљао је аутентичан авангардни допринос. У скулптури се истичу Тома Росандић и Сретен Стојановић.
- Архитектура: У архитектури доминира модернистички покрет, са утицајима Баухауса и ар декоа. У Београду и другим градовима граде се значајни јавни и стамбени објекти који одражавају нове стилске тенденције.
- Музика: Композитори попут Петра Коњовића, Стевана Христића и Милоја Милојевића настављају да стварају у духу националног стила, али и под утицајем европских савремених токова, посебно импресионизма и експресионизма. Развијају се музичке институције попут Београдске филхармоније.
- Позориште и филм: Наставља се развој Народног позоришта и других позоришних сцена. Појављују се први домаћи играни филмови, иако је филмска продукција у овом периоду била скромних размера.

#### Култура усоцијалистичкој Југославији(1945–1991)
Након Другог светског рата, у периоду СФРЈ, култура у Србији, као делу југословенског културног простора, доживљава значајне промене и развој. У почетку је био присутан утицај социјалистичког реализма, али је временом дошло до значајне либерализације и плурализма уметничких израза.
- Књижевност у Србији (у оквиру СФРЈ): Ствараоци из Србије дали су изузетан допринос југословенској књижевности. Иво Андрић добија Нобелову награду за књижевност 1961. године за роман На Дрини ћуприја. Други веома значајни писци овог периода су Меша Селимовић (Дервиш и смрт, Тврђава), Милош Црњански (чија су дела доживела пуну афирмацију), Добрица Ћосић (Корени, Деобе, Време смрти), Васко Попа (један од најзначајнијих европских песника послератног периода), Миодраг Павловић, Десанка Максимовић, Борислав Пекић (Златно руно, Ходочашће Арсенија Његована), Данило Киш (Рани јади, Гробница за Бориса Давидовича, Енциклопедија мртвих), Александар Тишма.
- Ликовна уметност у Србији (у оквиру СФРЈ): Након краткотрајног периода социјалистичког реализма, долази до обнове модернистичких тенденција и окретања ка апстракцији (нпр. Петар Лубарда, Мило Милуновић), енформелу. Седамдесетих година јавља се концептуална уметност, а значајну улогу имала је и уметничка група Медиала. Музеј савремене уметности у Београду (отворен 1965) постаје важан центар.
- Музика у Србији (у оквиру СФРЈ): Наставља се развој класичне музике. Изузетно се развија популарна музика, посебно рок сцена са бројним утицајним бендовима из Београда и других градова Србије који су били део шире југословенске сцене (нпр. СИЛУЕТЕ, ЕЛПСЕ, Корни група, Смак, Рибља чорба, Бајага и инструктори, Екатарина Велика, Партибрејкерси, Електрични оргазам). Развија се и забавна музика (шлагери) и новокомпонована народна музика.
- Филм у Србији (у оквиру СФРЈ): Југословенска кинематографија доживљава "златно доба". У Србији се истичу редитељи тзв. "Црног таласа" (нпр. Живојин Павловић, Душан Макавејев, Александар Сале Петровић), који су критички иновативно обрађивали друштвену стварност.[25] Поред тога, снимају се и популарни жанровски филмови, укључујући и партизанске филмове.
- Позориште у СФРЈ: Позоришни живот је веома динамичан. БИТЕФ, основан 1967. године, постаје један од водећих светских позоришних фестивала. Стеријино позорје у Новом Саду остаје централна манифестација домаћег драмског стваралаштва.
- Архитектура у Србији (у оквиру СФРЈ): Период обележава социјалистички модернизам и брутализам, са изградњом великих стамбених насеља (посебно Нови Београд), административних зграда (Палата СИВ-а), хотела и споменичких комплекса.

#### Савремена култура (од краја XX века до данас)
Период од распада Југославије почетком 1990-их, праћен ратовима, санкцијама и транзицијом, донео је нове изазове али и нове изразе у култури Србије. Културна сцена постаје плуралистичнија, уз јачање независне културне сцене и утицај глобализације и дигиталних технологија.
- Стваралаштво у свим областима: Наставља се континуитет у књижевности, ликовним уметностима, музици, филму и позоришту, уз појаву нових генерација уметника и нових тема које одражавају савремени тренутак. У књижевности се истичу аутори попут Горана Петровића, Светислава Басаре, Давида Албахарија и млађих генерација. У ликовној уметности присутна је разноликост израза, од традиционалних техника до новомедијских пракси.
- Независна културна сцена: Развијају се бројне невладине организације, уметничке групе и иницијативе које делују изван традиционалних институција, доприносећи разноврсности и критичком промишљању културе.[26]
- Дигитална култура и медији: Интернет и нови медији постају значајна платформа за стварање, промоцију и дистрибуцију културних садржаја, као и за формирање нових културних заједница.[27]
- Фестивали и манифестације: Бројни постојећи фестивали настављају са радом и стичу међународни углед, а покрећу се и нови који прате савремене тенденције у различитим уметничким областима.
- Међународна културна сарадња: Уметници и културне организације из Србије активно учествују у међународним пројектима, фестивалима, изложбама и копродукцијама, доприносећи видљивости српске културе у свету.[28]

## Језикиписмо
Језик и писмо представљају темељне стубове културног и националног идентитета сваког народа, па тако и српског.

### Српски језик
Српски језик је јужнословенски језик и службени језик у Републици Србији, као и један од службених језика у Босни и Херцеговини и Црној Гори. Припада индоевропској породици језика, унутар словенске групе. Стандардни српски језик је кодификован на основу штокавског наречја, претежно његових млађих дијалеката: источнохерцеговачког (ијекавског изговора) и шумадијско-војвођанског (екавског изговора).
Кључну улогу у реформи и стандардизацији српског књижевног језика и правописа у XIX веку имао је Вук Стефановић Караџић. Његова реформа заснивала се на начелу да књижевни језик треба да буде што ближи народном говору и на фонетском принципу "пиши као што говориш, а читај како је написано". Вуков рад на сакупљању народних умотворина, изради речника (Српски рјечник) и граматике поставио је темеље савременом српском језику.

### Ћирилицаилатиницау српском језику
У Републици Србији, према Уставу, у службеној употреби је српски језик и ћирилично писмо. Истовремено, у свакодневној пракси, медијима, издаваштву и комуникацији широко је распрострањена и употреба латиничног писма (Гајица). Ова паралелна употреба два писма за исти језик позната је као диграфија.
Историјски гледано, ћирилица је главно и традиционално писмо Срба још од средњег века. Савремена српска ћирилица, коју је реформисао Вук Стефановић Караџић, састоји се од 30 слова и заснована је на фонетском принципу (сваком гласу одговара једно слово). Латиница је међу Србима почела шире да се користи током XIX и XX века, посебно у крајевима који су били под утицајем или у саставу Аустроугарске, а њена употреба је била значајна и у периоду југословенске државе. Иако Устав Србије дефинише ћирилицу као службено писмо, оба писма су део српске културне праксе.

### Дијалекти
Српски језик одликује значајна дијалекатска разноврсност. Сви дијалекти српског језика припадају штокавском наречју, које је добило назив по упитној заменици "што" (или "шта"). Ово наречје је најраспрострањеније на простору где се говори српски језик.
Унутар штокавског наречја, главна подела дијалеката врши се на основу рефлекса старог гласа "јат" (ѣ), па се разликују:
- Екавски говори (где је "јат" дало "е", нпр. млеко, песма).
- Ијекавски говори (где је "јат" дало "је" или "ије", нпр. млијеко, пјесма).
- Икавски говори (где је "јат" дало "и", нпр. млико, писма; икавски говори нису део стандардног српског језика, али постоје у неким српским народним говорима).

Стандардни српски језик прихвата екавски и ијекавски изговор као равноправне варијанте.
Према другим критеријумима, као што су акцентуација и морфолошке карактеристике, штокавски дијалекти се деле на:
- Старије штокавске дијалекте: Очували су неке архаичније црте, попут двоакценатског система (нпр. косовско-ресавски, зетско-рашки).
- Млађе штокавске дијалекте: Карактерише их четвороакценатски систем и ново штокавско померање акцената. У ову групу спадају шумадијско-војвођански (млађи екавски) и источнохерцеговачки (млађи ијекавски) дијалекти, који су послужили као основа за стандардизацију српског књижевног језика.

Посебну дијалекатску целину чине призренско-тимочки говори, познати и као торлачки. Они се простиру на подручју југоисточне Србије и представљају прелазну зону ка бугарском и македонском језику. Одликују их бројне специфичности у фонетици, морфологији и лексици, укључујући очување неких старих падежних облика и јединствен акценатски систем.
Изучавањем дијалеката бави се дијалектологија, а народни говори представљају важно културно и језичко наслеђе.

## Књижевност
Српска књижевност представља један од темељних стубова српске културе, са богатом историјом која сеже од средњовековних рукописа до савремених књижевних дела. Дели се на народну (углавном усмену) и уметничку (писану) књижевност.

### Народна (усмена) књижевност
Српска народна књижевност, стварана и преношена усменим путем кроз векове, представља драгоцено културно наслеђе. Она је била основни облик изражавања народног духа, чувар историјског памћења, моралних вредности и језичког богатства, посебно у периодима без формалног образовања или под страном влашћу. Захваљујући сакупљачком раду Вука Стефановића Караџића у XIX веку, велики део овог усменог блага је записан и сачуван. Народна књижевност се дели на поезију (епску и лирску) и прозу.

#### Епска поезија
Епске народне песме певају о јуначким подвизима, историјским догађајима и знаменитим личностима. Изводиле су се уз гусле, а гуслари су били чувари и преносиоци епске традиције. Главне теме су борба за слободу, очување идентитета, херојство и моралне дилеме. Епске песме се традиционално деле на циклусе:
- Неисторијски циклус: Песме са митолошким и легендарним мотивима (нпр. Бог никоме дужан не остаје, Свеци благо дијеле).
- Преткосовски циклус: Песме о догађајима и личностима пре Косовске битке (нпр. Женидба Душанова, Урош и Мрњавчевићи, Зидање Скадра).
- Косовски циклус: Песме о Косовској бици (1389) и догађајима непосредно везаним за њу (нпр. Пропаст царства српскога, Косовка девојка, Смрт Мајке Југовића).
- Циклус песама о Марку Краљевићу: Песме о најпопуларнијем јунаку српске епике.
- Покосовски циклус: Песме о догађајима након Косовске битке, о српској деспотовини и борбама са Османлијама (нпр. Диоба Јакшића, Смрт војводе Пријезде).
- Хајдучки и ускочки циклус: Песме о хајдуцима и ускоцима као борцима за слободу (нпр. Стари Вујадин, Мали Радојица, Ропство Јанковић Стојана).
- Циклус песама о ослобођењу Србије и Црне Горе: Песме о устанцима и борбама против османске власти у XVIII и XIX веку (нпр. Почетак буне против дахија, Бој на Мишару).

#### Лирска поезија
Лирске народне песме (називане и "женске песме" јер су их чешће изводиле жене) изражавају осећања, расположења и размишљања појединца и заједнице. Обично су краће форме и певале су се у различитим приликама. Тематски се могу поделити на: * Обредне песме: Везане за годишње циклусе и ритуале (нпр. коледарске, додолске, ђурђевданске, ивањданске).
- Обичајне песме: Певале су се у различитим животним приликама (нпр. сватовске, тужбалице, здравице, успаванке).
- Љубавне песме: Изражавају широк спектар љубавних осећања.
- Породичне песме: Односи у породици, љубав према деци, родитељима.
- Посленичке (песме о раду): Певале су се приликом обављања различитих послова.
- Шаљиве песме.
- Митолошке песме: Сачувале су трагове старих веровања.
- Религиозне песме.

#### Народне приповетке,бајкеилегенде
Прозно народно стваралаштво такође је веома богато и разноврсно:
- Бајке: Приче са чудесним и натприродним елементима, где се добро бори против зла и правда на крају побеђује. Вук Караџић их је називао "женским приповеткама". Карактеришу их устаљени почеци ("био једном..."), типични ликови (принцезе, змајеви, вештице, најмлађи брат), магични предмети и бројеви (три, седам, девет).[35]
- Новеле (реалистичне приповетке): Приче из свакодневног живота, са нагласком на домишљатости, мудрости, хумору или критици друштвених појава.
- Легенде (предања): Приче о историјским личностима, догађајима или местима, често са елементима фантастике, али са тежњом да се објасне или очувају сећања на нешто стварно.
- Приче о животињама и басне.
- Шаљиве приче и анегдоте.
- Краће прозне форме: пословице, загонетке, питалице, брзалице.

Вук Стефановић Караџић је имао кључну улогу у сакупљању и објављивању свих ових врста народних умотворина, сматрајући их огледалом народног духа и језика.

### Уметничка (писана) књижевност
Упоредо са богатом усменом традицијом, у Србији се од средњег века развијала и писана књижевност, која је прошла кроз различите фазе, стилске епохе и тематске преокупације.

#### Средњовековна књижевност
Српска средњовековна књижевност настајала је у периоду од XII до XV века, а главни центри писмености били су манастири. Писана је углавном на старословенском језику српске редакције (српскословенском). Доминантни жанрови били су везани за потребе цркве и феудалне државе:
- Житија (хагиографије владара и светаца): Описују животе и дела српских владара и црквених поглавара који су канонизовани. Најзначајнији писци житија су Свети Сава (Житије Светог Симеона), Стефан Првовенчани (Житије Светог Симеона), Доментијан (Житије Светог Саве, Житије Светог Симеона), и Теодосије (Житије Светог Саве, Житије Светог Петра Коришког).
- Похвале, службе, канони: Литургијски и похвални текстови посвећени светитељима и значајним догађајима.
- Летописи и родослови: Записи о историјским догађајима и генеалогијама владарских породица.
- Преводилачка књижевност: Превођење богослужбених текстова, Библије, као и дела византијских теолога и писаца.
- Правни списи: Крмчија Светог Саве (зборник црквених и грађанских закона) и Душанов законик.

Најзначајнији сачувани рукопис из овог периода је Мирослављево јеванђеље (крај XII века), богато украшен минијатурама и иницијалима, који представља споменик културе од светског значаја, уписан на Унескову листу Памћење света. Истакнути писци каснијег средњег века су и монахиња Јефимија (Похвала кнезу Лазару) и Стефан Лазаревић (Слово љубве).

#### Књижевност XVIIIиXIX века
Након периода стагнације под османском влашћу, српска писана књижевност доживљава обнову и развој, првенствено међу Србима у Хабзбуршкој монархији, а касније и у ослобођеној Србији.
- Просветитељство (друга половина XVIII и почетак XIX века): Под утицајем европских идеја, јавља се тежња ка образовању, ширењу науке и употреби народног језика. Кључна фигура је Доситеј Обрадовић (око 1739–1811), чија су дела (Живот и прикљученија, Совјети здраваго разума, Басне) имала огроман утицај на формирање модерне српске културе. Други значајни представници су Јован Рајић (историчар) и Захарије Орфелин. Доминира славеносрпски језик, мешавина црквенословенског и народног језика.
- Романтизам (прва половина и средина XIX века): Обележен је борбом за национално ослобођење и стварањем националне државе, као и Вуковом реформом језика и писма. Главне теме су историја, традиција, слобода, патриотизам и индивидуална осећања. Најзначајнији писци су:
- Вук Стефановић Караџић: Поред рада на језику и сакупљања народних умотворина, и сам је писао прозу.
- Петар II Петровић Његош (Горски вијенац, Луча микрокозма).
- Бранко Радичевић (лирска поезија, Ђачки растанак).
- Ђура Јакшић (песник, приповедач, драмски писац – Станоје Главаш, Сеоба Србаља).
- Лаза Костић (песник – Santa Maria della Salute, драма – Максим Црнојевић).
- Јован Јовановић Змај (родољубива, дечја и сатирична поезија).
- Други значајни романтичари су Сима Милутиновић Сарајлија, Јован Стерија Поповић (који је и утемељивач српске драме), Милица Стојадиновић Српкиња.
- Реализам (друга половина XIX века): Окретање ка приказивању стварности, друштвених проблема и свакодневног живота. Развија се приповетка и роман. Главни представници:
- Милован Глишић (Прва бразда, Глава шећера).
- Лаза Лазаревић (психолошка приповетка – Први пут с оцем на јутрење, Швабица).
- Стеван Сремац (хумористички романи и приповетке – Поп Ћира и поп Спира, Зона Замфирова, Ивкова слава).
- Радоје Домановић (сатиричне приповетке – Данга, Вођа, Мртво море).
- Симо Матавуљ (Бакоња фра Брне).
- Светолик Ранковић (Горски цар, Сеоска учитељица).
- Јанко Веселиновић (Хајдук Станко).
- На прелазу у XX век значајан је и Војислав Илић, који својом поезијом најављује модерну.

#### Књижевност XX века
Књижевност XX века у Србији обележена је сменом различитих поетских и стилских оријентација, од модерне и авангарде у првој половини века, преко периода социјалистичког реализма и касније либерализације у СФРЈ, до постмодернистичких тенденција крајем века.
- Модерна и међуратна књижевност (до 1945):
- Поезија: Јован Дучић, Милан Ракић, Владислав Петковић Дис, Сима Пандуровић, Алекса Шантић.
- Авангардни покрети (експресионизам, футуризам, дадаизам, надреализам): Милош Црњански (Лирика Итаке, Дневник о Чарнојевићу), Растко Петровић (Откровење, Африка), Станислав Винавер, Душан Матић, Александар Вучо, Оскар Давичо.
- Проза: Исидора Секулић, Иво Андрић (почеци стваралаштва), Борисав Станковић (Нечиста крв, Коштана), Григорије Божовић.
- Књижевност у СФРЈ (1945–1991):
- Након кратког периода доминације социјалистичког реализма, долази до значајне уметничке слободе и плурализма. Ствараоци из Србије дају кључни допринос југословенској књижевности.
- Проза: Иво Андрић (добитник Нобелове награде за књижевност 1961. за дела попут На Дрини ћуприја, Травничка хроника, Проклета авлија), Меша Селимовић (Дервиш и смрт, Тврђава), Милош Црњански (Друга књига Сеоба, Роман о Лондону), Добрица Ћосић (Корени, Деобе, Време смрти), Борислав Пекић (Златно руно, Како упокојити вампира), Данило Киш (Рани јади, Гробница за Бориса Давидовича, Енциклопедија мртвих), Александар Тишма, Живојин Павловић, Слободан Селенић, Светлана Велмар-Јанковић.
- Поезија: Васко Попа, Миодраг Павловић, Стеван Раичковић, Десанка Максимовић (која ствара и у претходном периоду), Бранко В. Радичевић, Бранко Миљковић, Љубомир Симовић, Матија Бећковић.
- Драма: Александар Поповић, Душан Ковачевић.

#### Савремена српска књижевност (XXI век)
Након распада Југославије и током транзиционог периода, српска књижевност наставља да се развија у различитим правцима. Постмодернистичке тенденције су и даље присутне, а аутори се баве широким спектром тема, од интимних и егзистенцијалних до друштвено-политичких и историјских.
- Проза: Истичу се аутори који су стваралаштво започели у претходном периоду, али и нове генерације писаца. Нека од значајних имена савремене српске прозе су Горан Петровић (Опсада цркве Светог Спаса, Ситничарница "Код срећне руке"), Светислав Басара (познат по свом сатиричном и провокативном стилу), Давид Албахари, Владимир Пиштало, Драган Великић, Владимир Арсенијевић (најмлађи добитник НИН-ове награде за роман У потпалубљу). Појављују се и бројни други талентовани писци млађе генерације.
- Поезија: Савремена српска поезија је разноврсна, са мноштвом песничких гласова и поетика.
- Драма: Наставља се традиција домаћег драмског стваралаштва, са ауторима попут Биљане Србљановић и других.

### Значајни српски књижевници
Ова секција би требало да пружи детаљнији преглед најзначајнијих српских књижевника кроз епохе или да упути на посебан списак. (Овај део ћемо детаљније разрадити касније)

### Књижевне наградеиманифестације
У Србији постоји велики број значајних књижевних награда и манифестација које доприносе афирмацији књижевног стваралаштва:
- НИН-ова награда: Најугледнија награда за роман године.
- Андрићева награда: За приповетку или збирку приповедака.
- Награда "Меша Селимовић": За књигу године.
- Награда "Бранко Ћопић": За прозу и поезију.
- Награда "Десанка Максимовић": За песнички опус.
- Змајева награда: Додељује је Матица српска за поезију.
- Београдски сајам књига: Највећа књижевна манифестација у региону.
- Бројни други фестивали, књижевни сусрети и колоније.

### Издаваштвоибиблиотекарство
Издавачка делатност у Србији је веома развијена, са великим бројем издавачких кућа које објављују домаћа и преведена дела. Мрежа библиотека, на челу са Народном библиотеком Србије и Библиотеком Матице српске, игра кључну улогу у очувању књижног фонда и промоцији читања.

## Ликовна уметност
Ликовна уметност на тлу Србије има дугу и богату традицију, од праисторијских налаза, преко средњовековних фресака и икона светског значаја, до разноврсних праваца и истакнутих уметника у новом веку и савременом добу.

### Сликарство

#### Средњовековно фрескосликарство и иконопис
Српско средњовековно сликарство, пре свега фрескопис и иконопис, развијало се под снажним утицајем византијске уметности, али је створило и аутентичне стилске изразе. Врхунац је достигло у доба Немањића (XII–XIV век) и касније у моравском периоду.
- Фрескопис: Манастири попут Студенице, Милешеве (са чувеном фреском Бели анђео), Сопоћана (чије се фреске сматрају врхунцем европског сликарства XIII века због античке лепоте фигура и колорита), Грачанице, Високих Дечана (са највећом очуваном галеријом фресака) и Манасије чувају ансамбле изузетне уметничке и духовне вредности.
- Иконопис: Сликање икона на дрвету такође је било веома развијено, сачувани су примерци из XIII века па надаље, често рађени по узору на цариградске мајсторе, али и са локалним специфичностима. Значајне збирке икона чувају се у Народном музеју у Београду и манастирским ризницама.
- Минијатурно сликарство: Рукописне књиге, попут Мирослављевог јеванђеља, украшаване су богатим илуминацијама.

#### Сликарство XVIIIиXIX века(барок,класицизам,бидермајер,романтизам,реализам)
У XVIII веку, под утицајем Хабзбуршке монархије, међу Србима у Војводини развија се барокно сликарство, видљиво на иконостасима и портретима. Значајни сликари овог периода су Теодор Крачун, Теодор Илић Чешљар и Захарије Орфелин.
Током XIX века, са јачањем српске државе, развијају се и други европски стилови:
- Класицизам и Бидермајер: Заступљени су у првој половини века, посебно у портретном сликарству (Константин Данил, Никола Алексић, Катарина Ивановић).
- Романтизам: Доноси интересовање за националну историју и фолклор (Ђура Јакшић, Новак Радонић, Павле Симић).
- Академски реализам: Доминира другом половином века, са нагласком на историјским композицијама и портретима. Најистакнутији представници су Паја Јовановић (Сеоба Срба, Проглашење Душановог законика, бројни портрети) и Урош Предић (Косовка девојка, Сироче на мајчином гробу), као и Ђорђе Крстић.[38]

#### Модерно сликарство(импресионизам,сецесија,експресионизам,кубизам,надреализам)
Почетком XX века, српско сликарство прихвата утицаје европске модерне:
- Импресионизам: Први значајни представници су Надежда Петровић (која брзо прелази ка фовизму и експресионизму), Милан Миловановић, Коста Миличевић.
- Сецесија и симболизам.
- Експресионизам, кубизам и други авангардни правци између два светска рата: Сава Шумановић (значајан опус у различитим фазама), Милан Коњовић, Петар Добровић, Јован Бијелић, Милена Павловић-Барили (чији рад прожима елементе надреализма и магијског реализма). Значајан је и покрет зенитизма Љубомира Мицића.

#### Савремено сликарство
После Другог светског рата, након кратког периода социјалистичког реализма, српско сликарство се окреће различитим облицима модернизма и постмодернизма.
- Апстракција и енформел: Петар Лубарда, Мило Милуновић, Стојан Ћелић, Лазар Возаревић.
- Медиала: Уметничка група која је тежила обнови класичних вредности у сликарству, са елементима фантастике и надреализма.
- Концептуална уметност и нове уметничке праксе (од 1970-их).
- Савремени трендови (крај XX и почетак XXI века): Плурализам стилова, од обнове фигурације (нпр. Владимир Величковић, Љуба Поповић), преко различитих видова апстракције, до нових медија. Истичу се и уметници попут Драгана Малешевића Тапија.

### Наивна уметност
Србија је позната по својој наивној уметности, посебно сликарству. Најзначајнији центар је село Ковачица у Војводини, где су словачки сликари наивци створили препознатљив стил, приказујући живот на селу, обичаје и традицију. Познати су и други центри и самостални уметници наиве, а Музеј наивне и маргиналне уметности у Јагодини је централна институција за ову врсту уметности.

### Скулптура
Српска скулптура има корене у средњовековној каменој пластици која је украшавала манастире. У новијем добу, развија се под утицајем европских стилова. Значајни вајари су:
- Петар Убавкић: Сматра се зачетником модерне српске скулптуре.
- Ђорђе Јовановић.
- Симеон Роксандић.
- Тома Росандић: Аутор монументалних дела, попут скулптуралне групе "Играли се коњи врани" испред Дома Народне скупштине у Београду.
- Сретен Стојановић.
- У послератном периоду истичу се Олга Јеврић, Олга Јанчић, Нандор Глид, Ото Лого.

### Графикаицртеж
Графика и цртеж у Србији прате развојне токове сликарства. Од бакрореза и литографија у XVIII и XIX веку (нпр. радови Захарија Орфелина, Анастаса Јовановића), преко модернистичких и авангардних експеримената у XX веку, до савремених графичких израза. Многи српски сликари су се успешно бавили и графиком и цртежом.

### Примењена уметностидизајн
Примењена уметност у Србији има дугу традицију, од средњовековних златарских радова, веза и ткања, до савременог дизајна. Факултет примењених уметности у Београду (основан 1948. као Академија) централна је институција за образовање у овој области, са одсецима за керамику, костим, сценографију, графички дизајн, индустријски дизајн, текстил и друго.

### Стрип
Српски стрип има богату традицију, посебно у периоду између два светска рата ("златно доба" београдског стрипа) и у послератном периоду. Значајни аутори и стрипови обележили су различите епохе. Издања попут "Политикиног Забавника" имала су важну улогу у популаризацији стрипа.

### Фотографија
Фотографија се у Србији појављује средином XIX века. Анастас Јовановић сматра се једним од пионира српске фотографије. Први стални фотографски атељеи отварају се шездесетих година XIX века. Током XX века и у савременом добу, фотографија се развија као уметнички израз и важан медиј.

### Ликовне колоније,галеријеимузеји уметности
Ликовни живот Србије обогаћен је радом бројних уметничких колонија, галерија и музеја.
- Ликовне колоније: Најстарија је Ликовна колонија у Сићеву (основала Надежда Петровић 1905, обновљена 1964).[40] Познате су и вајарска колонија "Тера" у Кикинди (теракота) и колоније у Мајданпеку и Бору (ливење у бронзи).
- Музеји и галерије: Најзначајније институције су Народни музеј Србије и Музеј савремене уметности у Београду, Галерија Матице српске и Музеј савремене уметности Војводине у Новом Саду, Музеј наивне и маргиналне уметности у Јагодини, као и бројне друге галерије широм земље.

## Архитектура
Архитектура на тлу Србије сведочи о богатој историји и прожимању различитих културних утицаја, од праисторијских насеобина, преко античких градова и средњовековних манастира и утврђења, до модерних здања XX и XXI века.

### Традиционална народна архитектура
Традиционална народна архитектура одликује се употребом локалних материјала (дрво, камен, земља, слама) и прилагођеношћу географским и климатским условима, као и друштвеном животу заједнице. Разликују се регионални типови кућа:
- Брвнара: Карактеристична за планинске, шумовитије крајеве (нпр. Динарска област, западна Србија). Грађена је од тесаних дрвених балвана, често са стрмим кровом покривеним шиндром или сламом.
- Моравска кућа: Распрострањена у долини Велике Мораве и њених притока. Обично је грађена у систему "бондрук" (дрвена конструкција са испуном од ћерпича или плетера облепљеног блатом), са карактеристичним тремом (доксатом) и четвороводним кровом покривеним ћерамидом.
- Панонска кућа (Војвођанска кућа): Типична за равничарске пределе Војводине. Грађена је од набоја (утрамбована земља) или опеке, са двоводним кровом покривеним трском или црепом, и често има дугачак трем (гонк) дуж подужне стране.
- Градска кућа балканско-оријенталног типа: Развијала се у градовима током османског периода, са карактеристичним еркерима, дрвеним детаљима и унутрашњом организацијом простора (нпр. Конак кнегиње Љубице у Београду, куће у Врању).

Етно-село Сирогојно на Златибору представља значајан пример очуване традиционалне архитектуре западне Србије.

### Средњовековна сакралнаифортификациона архитектура
Средњовековна архитектура у Србији доживела је процват у доба Немањића и каснијих српских држава, пре свега у виду сакралних објеката (цркава и манастира) и утврђења.
- Сакрална архитектура: Развила је неколико препознатљивих стилова:
- Рашки стил (крај XII – крај XIII века): Спој византијских и романичких утицаја (нпр. Студеница, Жича, Милешева, Сопоћани).
- Српско-византијски стил (Вардарски стил, крај XIII – крај XIV века): Под јачим утицајем византијске архитектуре Палеолога (нпр. Грачаница, Богородица Љевишка, Пећка патријаршија).
- Моравска школа (крај XIV – средина XV века): Карактерише је богата камена пластика и полихромија фасада (нпр. Раваница, Лазарица, Љубостиња, Каленић, Манасија).
- Фортификациона архитектура: За потребе одбране грађена су моћна утврђења. Најзначајније очуване средњовековне тврђаве су Београдска тврђава, Смедеревска тврђава, Голубачка тврђава, Маглич, Рам.

### Архитектура под османским утицајем
Вишевековна османска власт оставила је траг у архитектури градова и насеља у Србији. Граде се објекти исламске сакралне и профане архитектуре:
- Џамије: нпр. Бајракли џамија у Београду, Алтун-алем џамија у Новом Пазару, Ислам-агина џамија у Нишу.
- Турбета (маузолеји).
- Хамами (јавна купатила).
- Каравансараји и ханови (свратишта за путнике).
- Сахат-куле.
- Јавне чесме (чешме) и шадрвани.
- Чаршије као трговачко-занатски центри градова.
- Стамбена архитектура балканско-оријенталног типа (конаци, куће са доксатима и еркерима).

### Архитектура нововековне Србије (XIX и почетак XX века)
Обновом српске државности у XIX веку, архитектура у Србији доживљава трансформацију, напуштајући постепено традиционалне балканске утицаје и прихватајући стилове из Европе.
- Неокласицизам: Први европски стил који се јавља, посебно у изградњи јавних и државних зграда (нпр. Конак кнегиње Љубице, Конак кнеза Милоша).
- Романтизам: Јавља се средином века, са употребом националних и историјских мотива (нпр. Капетан-Мишино здање у Београду, које је пројектовао Јан Неволе).
- Академизам и еклектицизам: Доминирају крајем XIX и почетком XX века, комбинујући елементе различитих историјских стилова (нпр. зграда Народног позоришта у Београду, Стари двор).
- Сецесија (Ар нуво): Јавља се почетком XX века, са карактеристичном декорацијом и употребом нових материјала (нпр. Хотел Москва у Београду).

Значајни архитекти овог периода су Емилијан Јосимовић, Александар Бугарски, Јован Илкић, Никола Несторовић, Константин Јовановић, Бранко Таназевић.

### Модернаисавремена архитектура
- Међуратни модернизам (1918–1941): Под утицајем Баухауса и функционализма, развија се модерна архитектура, са чистим линијама, равним крововима и напуштањем орнаментике. Значајни архитекти су Милан Злоковић, Бранислав Којић, Драгиша Брашован, Никола Добровић.[41]
- Послератна архитектура (социјалистички модернизам и брутализам) (1945–1990): Период интензивне изградње, посебно стамбених насеља (Нови Београд) и јавних објеката. Доминирају социјалистички модернизам, а касније и брутализам. Примери су Палата СИВ-а, Кула Генекс, Источна капија Београда (Рудо), Музеј савремене уметности.[42]
- Савремена архитектура (од 1990-их до данас): Обележена плурализмом стилова, утицајем постмодерне, новим технологијама и материјалима, као и изазовима транзиције и урбане трансформације. Граде се пословни објекти, стамбени комплекси, тржни центри, али и значајни сакрални објекти попут Храма Светог Саве у Београду.

### Заштита архитектонског наслеђа
Заштита архитектонског наслеђа је важан аспект културне политике Србије. Ову делатност обавља мрежа завода за заштиту споменика културе, на челу са Републичким заводом за заштиту споменика културе. Бројни објекти и целине проглашени су за културна добра од изузетног и великог значаја, а неки од њих су уписани и на Унескову листу светске баштине.

## Музика
Музика у Србији има богату и разнолику традицију, која обухвата изворно народно стваралаштво, уметничку (класичну) музику и различите жанрове популарне музике.

### Традиционална (народна) музика
Традиционална народна музика представља важан део културног идентитета Србије, преношена генерацијама углавном усменим путем.

#### Вокална традиција (изворно певање, вишегласно певање)
Српску вокалну традицију карактерише изворно певање, које може бити солистичко или групно. Посебно је значајно вишегласно певање, које се јавља у различитим облицима у појединим крајевима Србије и често је део обредних или друштвених окупљања. Песме могу бити епске, лирске, обредне, обичајне, итд. Певање уз гусле је специфичан облик извођења епске поезије.

#### Инструментална традиција инародни инструменти(Гусле,Фрула,Гајде,тамбура,шаргија)
Српска народна музика богата је употребом традиционалних инструмената:
- Гусле: Жичани инструмент, најчешће са једном или две струне, уз који се певају епске народне песме. Сматрају се симболом очувања националне свести и историјског памћења.
- Фрула: Дрвени дувачки инструмент, веома распрострањен у Србији, користи се за извођење народних мелодија и пратњу игара.[44] Бора Дугић је један од најпознатијих савремених фрулаша.
- Двојнице: Дрвени дувачки инструмент са две цеви.
- Гајде: Народни дувачки инструмент са мешином.
- Тамбура (или тамбурица): Жичани инструмент, посебно популаран у Војводини и другим деловима Панонске низије, где чини основу тамбурашких оркестара.
- Шаргија: Жичани инструмент сличан тамбури, карактеристичан за неке делове Србије и Балкана.

Поред ових, користе се и други традиционални инструменти попут кавала, цупаре, тапана (гоча).

#### Колои народне игре
Коло је најпознатија и најраспрострањенија народна игра у Србији, коју карактерише ланчано држање играча у кругу. Изводи се уз инструменталну пратњу или песму. Коло је део многих друштвених окупљања и прослава и сматра се важним делом националног идентитета. Уписано је на Унескову Репрезентативну листу нематеријалног културног наслеђа човечанства. Поред кола, постоји и велики број других народних игара које се разликују по регионима.

### Уметничка (класична) музика
Развој уметничке музике у Србији прати европске стилске епохе, али са нагласком на стварању националног музичког израза.

#### Ранији периоди ицрквена музика(Корнелије Станковић)
У средњем веку, музика је била везана пре свега за црквено богослужење, под утицајем византијског појања (видети одељак о средњовековној култури). Први значајнији кораци ка модерној српској уметничкој музици везују се за XIX век и рад Корнелија Станковића (1831–1865). Он је први систематски бележио и хармонизовао српско црквено појање и народне напеве, постављајући темеље српској националној музици.

#### Романтизами национални стил (Стеван Мокрањац,Петар Коњовић,Стеван Христић)
Крајем XIX и почетком XX века, српски композитори стварају у духу романтизма и националног музичког стила, инспирисани фолклором.
- Стеван Стојановић Мокрањац (1856–1914) је централна личност овог периода. Најпознатији је по својим хорским композицијама Руковети, у којима је на уметнички начин обрадио народне мелодије. Био је и музиколог, педагог и оснивач прве музичке школе у Србији (данас МШ "Мокрањац").[46]
- Петар Коњовић (1883–1970) и Стеван Христић (1885–1958) су, уз Милоја Милојевића, најистакнутији композитори прве половине XX века. Стварали су опере (Коњовић: Кнез од Зете, Коштана; Христић: Сутон, балет Охридска легенда), симфонијска дела, камерну музику и соло песме, често инспирисани народном традицијом.

#### Музика XX и XXI века (значајникомпозитори,извођачи)
Током XX века, српски композитори прате савремене европске правце (неокласицизам, експресионизам, авангарда), али често задржавају везу са националним изразом. Значајни композитори друге половине XX и почетка XXI века су, између осталих, Љубица Марић, Станојло Рајичић, Милан Ристић, Василије Мокрањац, Дејан Деспић, Властимир Трајковић, Исидора Жебељан, Светлана Макаровић (Светлана Савић), Зоран Ерић. Србија има и бројне реномиране извођаче класичне музике (пијанисте, виолинисте, виолончелисте, диригенте, оперске певаче).

#### Операибалету Србији
Опера и балет у Србији имају своје упориште пре свега у Народном позоришту у Београду (Опера основана 1919, Балет 1920) и Српском народном позоришту у Новом Саду. Прва изведена српска опера је "На уранку" Станислава Биничког (1903). Репертоар обухвата како светска класична дела, тако и дела домаћих композитора.
У савременом оперском животу значајну улогу има и Међународно такмичење соло певача „Лазар Јовановић“, које се одржава у Београду и посвећено је успомени на тенора Лазара Јовановића. Основано је 2004. године, а од 2016. организује га удружење Културни елемент.
У развоју оперске режије у Србији допринос су дали редитељи попут Дејана Миладиновића, као и млађе генерације међу којима су Александар Николић и Тадија Милетић.
Балетска уметност такође има дугу традицију, са класичним и савременим балетским репертоаром. Први значајнији домаћи балет је "Охридска легенда" Стевана Христића.

### Популарна музика
Популарна музика у Србији је веома разноврсна и обухвата широк спектар жанрова.

#### Староградска музикаи романсе
Староградска музика и романсе настале су у градским срединама крајем XIX и почетком XX века, под утицајем народне музике, али и европских музичких форми.

#### Забавна музика(шлагери, шансоне)
У периоду СФРЈ, забавна музика (популарни шлагери, шансоне) била је веома популарна, са бројним фестивалима (нпр. Београдско пролеће) и извођачима из Србије.

#### Рок музикаи њени правци
Рок сцена у Србији била је интегрални и веома виталан део југословенске рок сцене, која је доживела процват од 1960-их година па надаље. Изнедрила је многе утицајне бендове различитих рок праваца (нпр. СИЛУЕТЕ, ЕЛПСЕ, Корни група, Смак, Рибља чорба, Бајага и инструктори, Екатарина Велика, Партибрејкерси, Електрични оргазам, Дисциплина кичме).

#### Џез музика
Џез има дугу традицију у Србији, са значајним музичарима и фестивалима, од којих је најпознатији Београдски џез фестивал.

#### Поп музика
Савремена поп музика у Србији прати светске трендове, са великим бројем популарних извођача и група.

#### Новокомпонована народна музикаитурбо-фолк
Новокомпонована народна музика настала је средином XX века као комерцијалнији облик народне музике. Током 1990-их из ње се развио турбо-фолк, специфичан жанр који комбинује елементе народне музике са утицајима денс музике, оријенталних мелоса и поп аранжмана, често праћен контроверзама али и великом популарношћу.

#### Савремени музички правци и извођачи
Данашња музичка сцена у Србији је веома разноврсна и укључује хип хоп, електронску денс музику, алтернативни рок, као и фузије различитих жанрова.

### Музички фестивали,институцијеиобразовање
Србија је домаћин бројних музичких фестивала међународног угледа (нпр. Егзит, Гуча, Нишвил, БЕМУС).
Кључне музичке институције су Београдска филхармонија, Музичка продукција РТС, Опера и театар Мадленијанум, као и бројне музичке школе и факултети (Факултет музичке уметности у Београду, Академија уметности у Новом Саду итд.), који чине основу музичког образовања.

## Извођачке уметности
Извођачке уметности, које обухватају позориште, филм, балет и савремену игру, чине виталан део културног живота Србије, са богатом историјом и живом савременом сценом.

### Позориште
Позоришна уметност у Србији има дугу традицију и континуирано се развија кроз рад бројних позоришта, фестивала, драмских писаца, редитеља и глумаца.

#### Историјат позоришта у Србији
Први облици позоришног живота јављају се у XVIII веку у Војводини (тада у саставу Хабзбуршке монархије) кроз школске представе. Прво професионално позориште у Србији, Књажевско-српски театар, основао је Јоаким Вујић у Крагујевцу 1835. године. Народно позориште у Београду основано је 1868. године и брзо је постало централна позоришна институција у земљи. Крајем XIX и почетком XX века, репертоар су чинила дела домаћих аутора (Јован Стерија Поповић, Бранислав Нушић, Коста Трифковић) и класика светске драматургије.
У периоду између два светска рата, позоришни живот се даље развија, а након Другог светског рата долази до оснивања нових позоришта и успона модерног редитељског и глумачког израза.

#### Значајнапозориштаипозоришни фестивали
Србија има развијену мрежу професионалних позоришта. Најзначајнија позоришта су:
- Народно позориште у Београду (са сценама за Драму, Оперу и Балет)
- Југословенско драмско позориште (ЈДП) у Београду
- Атеље 212 у Београду
- Београдско драмско позориште (БДП)
- Звездара театар у Београду
- Позориште на Теразијама у Београду (специјализовано за музички театар – мјузикле и оперете)
- Српско народно позориште (СНП) у Новом Саду (са Драмом, Опером и Балетом)
- Народно позориште Тимочке Крајине „Зоран Радмиловић“ у Зајечару
- Бројна друга професионална и аматерска позоришта широм Србије.

Значајни позоришни фестивали укључују:
- БИТЕФ (Београдски интернационални театарски фестивал): Један од најстаријих и најугледнијих европских фестивала нових позоришних тенденција.[52]
- Стеријино позорје (Нови Сад): Фестивал домаћег драмског текста и позоришне уметности.
- Дани комедије (Јагодина): Фестивал посвећен комедији.
- Јоакимфест и Јоакиминтерфест (Крагујевац): Фестивали посвећени домаћем и међународном савременом позоришту.
- Дани Зорана Радмиловића (Зајечар).
- Фестивал малих позоришних форми (Зајечар).

#### Значајнидрамски писци,редитељииглумци
Српско позориште обележили су бројни истакнути уметници:
- Драмски писци: Јован Стерија Поповић (Кир Јања, Покондирена тиква), Бранислав Нушић (Сумњиво лице, Госпођа министарка, Народни посланик), Бора Станковић (Коштана), Александар Поповић (Љубинко и Десанка, Мрешћење шарана), Душан Ковачевић (Маратонци трче почасни круг, Балкански шпијун, Професионалац), Љубомир Симовић (Путујуће позориште Шопаловић, Чудо у Шаргану), Биљана Србљановић (Београдска трилогија, Скакавци).
- Редитељи: Бојан Ступица, Мата Милошевић, Мира Траиловић (оснивачица БИТЕФ-а и Атељеа 212), Јован Ћирилов, Дејан Мијач, Љубомир Муци Драшкић, Егон Савин, Никита Миливојевић, Кокан Младеновић и други.
- Глумци: Током дуге историје, српско позориште изнедрило је многе великане глуме, као што су Добрица Милутиновић, Жанка Стокић, Раша Плаовић, Мира Ступица, Љуба Тадић, Зоран Радмиловић, Павле Вуисић, Мија Алексић, Данило Бата Стојковић, Милена Дравић, Драган Николић, Мира Бањац, Светлана Бојковић, Предраг Ејдус, Небојша Глоговац и многи други.

### Филм
Филмска уметност у Србији има традицију дужу од једног века и представља значајан део културног идентитета.

#### Историја српског филма
Први филм на Балкану приказан је у Београду 1896. године, а први српски филм, "Живот и дела бесмртног вожда Карађорђа", снимљен је 1911. године у режији Чича Илије Станојевића. Између два светска рата, филмска продукција је била скромна.
Након Другог светског рата, у оквиру југословенске кинематографије, српски филм доживљава експанзију. Снимају се бројни партизански филмови, али и дела која се баве савременим друштвеним темама. Шездесетих година XX века јавља се "Црни талас", покрет који је критички преиспитивао друштвену стварност и донео нову естетику у југословенски филм.
Током 1980-их година популарне су комедије и филмови који се баве урбаним темама. Након распада Југославије, српска кинематографија наставља да постоји у новим условима, често се бавећи последицама ратова, транзицијом и савременим друштвеним проблемима.

#### Значајнифилмски редитељи,сценаристииглумци
- Редитељи: Војислав Нановић, Владимир Погачић, Живојин Павловић, Душан Макавејев, Александар "Саша" Петровић, Слободан Шијан (Ко то тамо пева, Маратонци трче почасни круг), Горан Марковић (Национална класа, Вариола вера), Горан Паскаљевић (Варљиво лето '68, Буре барута), Емир Кустурица (добитник две Златне палме у Кану – Отац на службеном путу, Подземље). Из новијих генерација истичу се Срђан Драгојевић, Горан Радовановић, Срдан Голубовић, Стефан Арсенијевић и други.
- Сценаристи: Гордан Михић, Душан Ковачевић (који је и драмски писац), Синиша Павић (познат по ТВ серијама).
- Глумци: Бројни глумци оставили су неизбрисив траг, као што су Миодраг Петровић Чкаља, Павле Вуисић, Зоран Радмиловић, Данило Бата Стојковић, Велимир Бата Живојиновић, Љуба Тадић, Драган Николић, Милена Дравић, Неда Арнерић, Мира Бањац, Бора Тодоровић, Александар Берчек, Мики Манојловић, Лазар Ристовски, Славко Штимац, Мирјана Карановић, Аница Добра, Бранка Катић, Небојша Глоговац, Сергеј Трифуновић и многи други.

#### Филмски фестивалиинаграде
У Србији се одржава велики број филмских фестивала:
- ФЕСТ (Београд) – међународни филмски фестивал.
- Фестивал европског филма Палић (Палић).
- Фестивал ауторског филма (Београд).
- Филмски сусрети (Ниш) – фестивал глумачких остварења, где се додељују награде "Цар Константин" и "Царица Теодора".
- Кустендорф (Мокра Гора) – међународни филмски и музички фестивал.
- Мартовски фестивал (Београдски фестивал документарног и краткометражног филма).
- СОФЕСТ (Сопот) – фестивал филмске режије.

### Балетисавремени плес
- Балет: Класични балет у Србији почиње да се развија оснивањем Балета Народног позоришта у Београду 1920. године.[55] Прва самостална балетска представа била је "Шехерезада" 1923. године. Значајну улогу у развоју имали су руски балетски уметници који су дошли након Октобарске револуције. Касније се развија домаћи играчки и кореографски кадар. Познати балетски играчи и кореографи су Димитрије Парлић, Милорад Мишковић, Душанка Сифниос, Лидија Пилипенко. Репертоар обухвата класична дела (Лабудово језеро, Жизела, Крцко Орашчић) и домаћа остварења (нпр. Охридска легенда Стевана Христића). Балетски ансамбл постоји и у Српском народном позоришту у Новом Саду.
- Савремена игра: Развија се од друге половине XX века, кроз рад појединих група и појединаца. Битеф денс компанија, основана у оквиру БИТЕФ-а, значајно доприноси развоју савременог плесног израза. Постоји и активна независна плесна сцена са бројним трупама, кореографима и фестивалима (нпр. Фестивал кореографских минијатура).[56]

## Традиција, обичаји и нематеријално наслеђе
Традиција, народни обичаји и нематеријално културно наслеђе чине срж културног идентитета Србије, одражавајући веровања, вредности и начин живота народа кроз векове.

### Народни обичаји(годишњи циклус, породични обичаји)
Народни обичаји у Србији су бројни и разноврсни, често повезани са православним верским календаром, али и са старијим, претхришћанским веровањима. Они прате како годишњи циклус радова и природних појава, тако и најважније догађаје у животу појединца и породице.

#### Слава
Слава, или крсна слава, јединствени је обичај код Срба који представља прославу породичног свеца заштитника. Слава се преноси са оца на сина и представља важан елемент породичног и националног идентитета. Обичај укључује припрему славског колача, кољива (жита) и паљење славске свеће, као и окупљање породице и пријатеља. Слава је 2014. године уписана на Унескову Репрезентативну листу нематеријалног културног наслеђа човечанства.

#### Божићни обичајииБадњи дан
Божић је један од најрадоснијих хришћанских празника, а прате га бројни народни обичаји. Бадњи дан (дан уочи Божића) карактерише уношење и паљење бадњака (младог храстовог или церовог дрвета), припрема посне трпезе и породично окупљање. На дан Божића, обичај је да положајник (први гост) уђе у кућу, а припрема се и чесница (обредни хлеб).

#### Ускршњи обичаји
Ускрс (Васкрс) је највећи хришћански празник, а у Србији га прате обичаји попут фарбања и украшавања јаја (посебно чуваркуће, првог офарбаног црвеног јајета) и туцања јајима.

#### Свадбени обичаји
Српски свадбени обичаји су веома богати и разноврсни, разликују се по регионима, али укључују низ карактеристичних елемената као што су просидба, прстеновање, позивање сватова, одлазак по младу, црквено венчање и свадбено весеље.

#### Осталинародни празници(Ђурђевдан,Видовдан,Богојављење)
Поред славе, Божића и Ускрса, у Србији се празнују и други значајни верски и народни празници са специфичним обичајима:
- Ђурђевдан (6. мај): Пролећни празник везан за буђење природе, плетење венаца, умивање биљем. Једна је од најчешћих крсних слава.[62]
- Видовдан (28. јун): Празник од великог историјског и националног значаја, везан за Косовску битку.[63]
- Богојављење (19. јануар): Празник крштења Исуса Христа, познат по обичају пливања за Часни крст.[64]

### Народна ношња
Народна ношња у Србији одликује се великом регионалном разноврсношћу, богатством материјала, техника израде, орнаментике и боја. Она је одраз културних, историјских и географских специфичности појединих крајева. Неки од основних делова мушке и женске ношње су:
- Опанци: Традиционална кожна обућа.
- Кошуље од платна, везене различитим мотивима.
- Јелек (прслук), Зубун (дугачки горњи хаљетак без рукава), Антерија, Либаде (врста кратког капута).
- Панталоне (чашире, пеленгире).
- Сукње и прегаче за жене.
- Шајкача: Традиционална српска капа за мушкарце.
- Разноврсне капе, мараме и накит (посебно за жене).

Најпознатији типови ношњи су шумадијска, влашка, косовска, врањска, војвођанска. Етнографски музеј у Београду чува богату збирку народних ношњи из свих крајева Србије.

### Традиционални занати(нпр.опанчарство,грнчарство)
Традиционални занати представљају важан део културног наслеђа, одражавајући вештине, знања и уметничке склоности преношене генерацијама. Неки од најпознатијих заната су:
- Грнчарство: Израда употребних и украсних предмета од глине. Посебно је позната злакушка грнчарија, која се ради на ручном колу (виту) и пече на отвореној ватри, а уписана је на УНЕСКО-ву листу нематеријалног културног наслеђа.[66]
- Опанчарство: Израда традиционалне кожне обуће – опанака.
- Ткање: Израда тканина, ћилима, одевних предмета на разбоју. Пиротски ћилим је посебно цењен због својих шара и квалитета и такође је део нематеријалног културног наслеђа.[67]
- Вез: Украшавање текстила различитим техникама веза.
- Дуборез: Уметничка обрада дрвета.
- Ковачки занат.

### Нематеријално културно наслеђенаУнесковојлисти и уНационалном регистру
Србија посвећује велику пажњу очувању свог нематеријалног културног наслеђа. Неколико елемената уписано је на Унескову Репрезентативну листу нематеријалног културног наслеђа човечанства:
- Слава (2014)[58]
- Коло, традиционална народна игра (2017)[68]
- Певање уз гусле (2018)[69]
- Злакушко лончарство (израда грнчарије на ручном колу) (2020)[70]

Поред тога, Национални регистар нематеријалног културног наслеђа Србије, који води Етнографски музеј у сарадњи са Министарством културе, садржи велики број других елемената нематеријалног наслеђа који се активно чувају и промовишу.

## Културне институције
Институционални оквир културе у Србији чини разграната мрежа установа које се баве очувањем, проучавањем, представљањем и унапређењем културног наслеђа и савременог стваралаштва.

### Музеји
Музеји у Србији чувају и излажу богато културно-историјско, уметничко, археолошко, етнографско и природњачко наслеђе. Поред националних музеја, постоји и велики број регионалних, градских и специјализованих музеја.
- Народни музеј у Београду (основан 1844): Централна музејска установа, са изузетно вредним збиркама из области археологије, нумизматике, средњовековне уметности, као и српског и југословенског сликарства и светске уметности.[72]
- Музеј савремене уметности у Београду (основан 1958, зграда отворена 1965): Фокусиран на југословенску и српску уметност 20. и 21. века, као и на репрезентативна дела иностране модерне и савремене уметности.[73]
- Музеј Југославије у Београду: Настао из Меморијалног центра "Јосип Броз Тито" и Музеја Револуције, бави се проучавањем и представљањем југословенског наслеђа.
- Етнографски музеј у Београду (основан 1901): Чува и проучава традиционалну културу и народно стваралаштво Србије и Балкана.[74]
- Историјски музеј Србије у Београду.
- Природњачки музеј у Београду.
- Музеј Војводине у Новом Саду: Комплексни музеј који покрива археологију, историју и етнологију Војводине.
- Музеј наивне и маргиналне уметности у Јагодини: Специјализован за наивну и маргиналну уметност.

### Архиви
Архиви су установе одговорне за прикупљање, сређивање, чување, заштиту и омогућавање коришћења архивске грађе, која представља документарно сведочанство о историји и друштвеном животу.
- Архив Србије у Београду: Централни државни архив, чува грађу државних органа и институција Србије од најстаријих времена.
- Архив Југославије у Београду: Чува архивску грађу насталу радом централних државних органа и организација Краљевине Југославије и социјалистичке Југославије.[75]
- Архив Војводине у Новом Саду.
- Мрежа историјских архива у градовима широм Србије.

### Библиотеке
Библиотеке су кључне институције за приступ знању, информацијама и културним садржајима.
- Народна библиотека Србије у Београду (основана 1832): Национална библиотека, највећа и најстарија библиотечка установа у Србији.[76]
- Библиотека Матице српске у Новом Саду: Најстарија српска научна и културна библиотека, основана 1826. године, са изузетно богатим фондом старих и ретких књига.[77]
- Универзитетска библиотека Светозар Марковић у Београду.
- Развијена мрежа јавних (народних) библиотека у градовима и општинама, као и школске и специјализоване библиотеке.

### Галерије
Галерије су простори намењени излагању и промоцији ликовне уметности.
- Галерија САНУ у Београду: Изложбени простор Српске академије наука и уметности.
- Галерија Матице српске у Новом Саду: Чува и излаже богату збирку српске уметности од XVI до XXI века.[78]
- Галерија-легат Милице Зорић и Родољуба Чолаковића у Београду (део Музеја савремене уметности).
- Салон Музеја савремене уметности у Београду.
- Бројне друге државне, приватне и независне галерије.

### Заводи за заштиту споменика културе
Ове установе баве се истраживањем, заштитом, конзервацијом и рестаурацијом непокретног културног наслеђа (археолошких налазишта, споменика културе, просторно културно-историјских целина).
- Републички завод за заштиту споменика културе (Београд) је централна установа.
- Постоји мрежа регионалних и градских завода (нпр. у Нишу, Крагујевцу, Краљеву, Смедереву, Новом Саду, Суботици).[79]

### Културни центри
Културни центри су мултидисциплинарне установе које организују различите програме: изложбе, концерте, позоришне представе, филмске пројекције, предавања, радионице, и често служе као места окупљања локалне заједнице.
- Културни центар Београда (КЦБ).
- Студентски културни центар (СКЦ) у Београду, Нишу, Крагујевцу, Новом Пазару.
- Дом омладине Београда.
- Бројни домови културе и културни центри у градовима и општинама широм Србије.
- Страни културни центри у Београду и другим градовима (нпр. Француски институт, Гете институт, Институт Сервантес, Руски дом, British Council) такође доприносе културној размени.

### Српска академија наука и уметности(САНУ)
Српска академија наука и уметности (САНУ), основана 1886. године (као Српска краљевска академија, наследница Друштва српске словесности и Српског ученог друштва), највиша је научна и уметничка установа у Србији. Окупља најистакнутије научнике и уметнике. Кроз рад својих одељења, института (нпр. Музиколошки, Етнографски, Историјски, Институт за српски језик), архива, библиотеке и галерије, САНУ има кључну улогу у развоју науке и уметности, проучавању и промоцији културног наслеђа.

### Матица српска
Матица српска, основана 1826. године у Пешти, а од 1864. са седиштем у Новом Саду, најстарија је српска књижевна, културна и научна институција. Током свог постојања, одиграла је пресудну улогу у очувању националног идентитета, развоју књижевности, науке и културе. Позната је по својој издавачкој делатности (часопис Летопис Матице српске, најстарији живи књижевни часопис у свету; Српска енциклопедија), Библиотеци, Галерији и Лексикографском одељењу.

## Савремена културна сцена
Савремена културна сцена у Србији, посебно од краја XX века, одликује се плурализмом израза, појавом нових уметничких пракси и јачањем независног сектора, уз континуирани рад традиционалних институција. Дигитална технологија и интернет такође значајно утичу на стварање, дистрибуцију и рецепцију културних садржаја.

### Независна културна сцена
Независна културна сцена представља динамичан и хетероген простор деловања за организације, уметничке групе и појединце који стварају изван традиционалних државних институција. Она често доноси иновативне приступе, критичко промишљање друштвених тема и експерименталне уметничке форме. Кључну улогу у њеном развоју и умрежавању има Асоцијација Независна културна сцена Србије (НКСС).
Неки од значајних актера и простора на независној сцени су:
- Дах театар: Истраживачки центар за позоришну уметност основан у Београду 1991. године. Познат је по свом експерименталном приступу, раду на друштвено ангажованим темама, перформансима и едукативним програмима.[83]
- Културни елемент: Организација из Београда основана 2011. године, посвећена промоцији уметности и младих уметника, организацији културних догађаја (попут Међународног такмичења соло певача "Лазар Јовановић"), пројеката из области културног наслеђа и едукације.[84][85]
- Центар за културну деконтаминацију (ЦЗКД) у Београду: Основан 1995. године, представља простор за критичко мишљење, дебату, савремену уметност и теорију.[86]
- Културни центар Рекс (Београд): Дугогодишњи центар за савремену и алтернативну културу, познат по својим програмима из области визуелних уметности, филма, музике и дебате.

### Мултимедијална уметностидигитална култура
Развој технологије утицао је на појаву и развој мултимедијалне и дигиталне уметности у Србији. Уметници експериментишу са видео артом, интерактивним инсталацијама, интернет уметношћу и другим дигиталним формама. Интернет и друштвене мреже постали су значајна платформа за стварање, промоцију и дистрибуцију уметничких садржаја, као и за формирање онлајн заједница и културних дијалога. Факултет драмских уметности и друге образовне институције све више укључују нове медије у своје програме.

### Улична уметност
Улична уметност (street art) у Србији, посебно у већим градовима попут Београда, Новог Сада и Ниша, постаје све видљивији облик уметничког изражавања у јавном простору. Обухвата графите, мурале, стенсил арт, налепнице и уличне инсталације. Постоје бројни афирмисани улични уметници и колективи (нпр. Артез, ТКВ, Lortek, Wuper). Организују се и фестивали и догађаји посвећени уличној уметности (нпр. некадашњи фестивал "Реконструкција" у Београду, "Runaway" фестивал уличне уметности у Ћуприји). Улична уметност често носи снажне друштвене и политичке поруке, али служи и за естетско оплемењивање урбаних простора.

### Културна политикаи финансирање
Културна политика у Србији дефинисана је кроз рад Министарства културе и других државних и локалних институција. Усвајају се стратешки документи који имају за циљ очување културног наслеђа, подстицање савременог стваралаштва, децентрализацију културе, међународну сарадњу и унапређење доступности културних садржаја. Финансирање културе се највећим делом ослања на буџетска средства (републичка и локална), али су присутни и други извори попут донација, спонзорстава, сопствених прихода установа културе, као и средстава из међународних фондова и пројеката (нпр. фондови Европске уније усмерени на културу).
Изазови у овој области укључују питања недовољног финансирања, транспарентности расподеле средстава, положаја независне културне сцене и усклађивања културне политике са савременим потребама друштва и уметника.

## Светска баштина у Србији (УНЕСКО)
Република Србија има значајна културна и природна добра која су препозната и заштићена од стране Унеска као део светске баштине, што укључује и материјално и нематеријално наслеђе.

### Материјална културна баштина
На Унесковој Листи светске баштине налазе се следећа културна добра из Србије:
- Стари Рас са Сопоћанима (уписан 1979): Овај комплекс укључује средњовековни град Рас (престоницу ране српске државе), манастир Сопоћани са изузетним фрескама из XIII века, Петрову цркву (најстарију очувану цркву у Србији, из IX-X века) и манастир Ђурђеви ступови.
- Манастир Студеница (уписан 1986): Један од највећих и најбогатијих српских манастира, задужбина Стефана Немање из XII века. Познат је по својој архитектури рашке школе и фрескама из XIII и XIV века, укључујући и чувено Студеничко распеће.
- Средњовековни споменици на Косову (уписани 2004, проширени 2006): Обухватају манастир Високи Дечани, Пећку патријаршију, манастир Грачаницу и цркву Богородица Љевишка у Призрену. Ови споменици представљају врхунац српске средњовековне сакралне архитектуре и сликарства. Од 2006. године налазе се на Листи светске баштине у опасности.[92]
- Гамзиград-Ромулијана, Галеријева палата (уписан 2007): Касноантичка римска царска палата и меморијални комплекс који је подигао цар Галерије крајем III и почетком IV века. Познат је по моћним фортификацијама и изузетним мозаицима.[93]
- Стећци — средњовековни надгробни споменици (уписани 2016): Транснационално добро које Србија дели са Босном и Херцеговином, Хрватском и Црном Гором. У Србији су заштићени стећци на три локалитета: Перућац (Бајина Башта), Растиште (Бајина Башта) и Хрта (Пријепоље).[94]

### Нематеријална културна баштина
На Унескову Репрезентативну листу нематеријалног културног наслеђа човечанства уписани су следећи елементи из Србије:
- Слава (породична слава, прослава свеца заштитника породице) (2014)
- Коло, традиционална народна игра (2017)
- Певање уз гусле (2018)
- Злакушко лончарство (израда грнчарије на ручном колу у селу Злакуса) (2020)
- Шљивовица (друштвене праксе и знања везана за припрему и употребу традиционалног пића од шљиве – шљивовице) (2022)[96]

Поред ових елемената уписаних на Унескову листу, Национални регистар нематеријалног културног наслеђа Србије, који води Етнографски музеј у сарадњи са Министарством културе, садржи велики број других елемената нематеријалног наслеђа од значаја за Србију, као што су пиротско ћилимарство, опанчарски занат, косовски вез, наивно сликарство Словака из Ковачице, и други.

## Регионалне културне специфичности
Култура Србије није монолитна; одликује је изражена регионална разноврсност која је резултат специфичних историјских, географских, друштвених и етничких утицаја у различитим деловима земље.

### Култура Војводине
Култура Војводине обликована је вишевековним утицајем средњоевропских култура, пре свега Хабзбуршке монархије и касније Аустроугарске. Ову регију карактерише изражена мултикултуралност, где поред Срба живе и Мађари, Словаци, Румуни, Русини, Хрвати и друге етничке заједнице, што доприноси богатству и разноликости културног израза.
- Архитектура: Градови попут Новог Сада, Суботице, Сомбора, Сремских Карловаца и Зрењанина чувају барокну, класицистичку и сецесијску архитектуру. Типична сеоска панонска кућа и салаши представљају специфичност руралне Војводине.
- Језик: Поред српског, у службеној употреби је и пет других језика (мађарски, словачки, румунски, русински, хрватски).
- Обичаји и манифестације: Бројне локалне манифестације везане су за пољопривреду (жетвени обичаји, бербе грожђа), верске празнике различитих конфесија и специфичне традиције етничких заједница.
- Кухиња: Војвођанска кухиња је под снажним утицајем мађарске, аустријске и немачке кухиње.
- Институције: Матица српска, Српско народно позориште и Галерија Матице српске у Новом Саду су неке од најстаријих и најзначајнијих српских културних институција.

### Култура централне Србије (Шумадија,Поморавље)
Централна Србија, са Шумадијом као историјским језгром модерне српске државе настале у XIX веку, и Поморављем као важном комуникацијском и културном осом, представља област са дубоко укорењеном народном традицијом.
- Фолклор: Овај крај је познат по богатом фолклору, изворној народној музици (посебно шумадијско двогласно певање), народним играма (коло) и живописним народним ношњама.[99]
- Архитектура: Поред традиционалне моравске куће и шумадијске брвнаре, у овом региону се налазе значајни средњовековни манастири моравске школе (Манасија, Раваница, Каленић).
- Историјски значај: Као центар Првог и Другог српског устанка, Шумадија има посебно место у националној историји и свести. Орашац и Таково су знаменита места српске историје.

### Култура јужне и источне Србије
Јужна и источна Србија су региони са изразитим специфичностима, делом услед јачих и дуготрајнијих османских и балканских утицаја, али и очувања архаичних традиција.
- Музика: Позната по специфичном мелосу, често са оријенталним призвуком, као и по виртуозним трубачким оркестрима (посебно јужна Србија).[100] Врањанска градска песма (севдах) је карактеристичан музички израз.
- Дијалекти: На југоистоку Србије говори се торлачким дијалектом, који представља прелаз ка бугарском и македонском језику.
- Занати: Развијени су традиционални занати попут пиротског ћилимарства (које је на националној листи нематеријалног наслеђа), грнчарства, ткања.
- Архитектура: У градовима попут Врања очувани су примери балканско-оријенталне градске архитектуре. Источна Србија је позната по специфичним каменим кућама и пивницама (пимницама) у виноградарским крајевима (нпр. Рајачке пивнице, Рогљевске пивнице).[101]
- Обичаји: Очувани су многи архаични обичаји и веровања, посебно у руралним срединама источне Србије.

### Култура западне Србије
Западна Србија припада динарској културној зони, са специфичним традицијама и наслеђем.
- Традиција: Овај крај је познат по снажној епској традицији, певању уз гусле и очувању хајдучких предања. Фолклор (музика, игре, ношње) има изражене регионалне карактеристике (Златибор, Ужице, Подриње).[102]
- Архитектура: Доминира динарска брвнара као традиционални тип куће. Етно-село Сирогојно представља музеј на отвореном овог типа архитектуре.
- Занати: Развијени су традиционални занати попут обраде дрвета (дуборез), грнчарства (посебно злакушко грнчарство у златиборском крају), ткања и израде предмета од вуне.
- Споменичко наслеђе: У овом региону налазе се значајни средњовековни манастири (нпр. Милешева, Рача) као и споменици из новије историје.

### Културно наслеђе Косова и Метохије
Косово и Метохија представљају област од изузетног историјског и културног значаја за Србију, као духовно и државно средиште српске средњовековне државе. Српско културно наслеђе на овим просторима је веома богато и слојевито.
- Манастири и цркве: На Косову и Метохији налази се велики број српских православних манастира и цркава који датирају из периода од XII до XVI века, од којих су многи задужбине владара из династије Немањића. Четири од њих – Високи Дечани, Пећка патријаршија, Грачаница и Богородица Љевишка – уписани су на Унескову листу Светске баштине под називом Средњовековни споменици на Косову и налазе се на Листи светске баштине у опасности. Ови манастири су центри српске духовности, уметности (фрескопис, иконопис) и писмености кроз векове.
- Фрескосликарство и иконопис: Сачувани су ансамбли фресака и икона непроцењиве уметничке вредности, који представљају врхунска остварења српског и византијског сликарства.
- Писменост и књижевност: Манастири су били важни преписивачки центри.
- Народна традиција: Очувани су специфични облици народне традиције, обичаја, музике и ношње српског становништва на Косову и Метохији.

Очување и заштита српског културног наслеђа на Косову и Метохији представља континуирани изазов и приоритет надлежних институција Републике Србије.